# Ishe Smith
Ishe Oluwa Kamau Bhoduri Ali "Sugar Shay" Smith (født 22. juli 1978 i Las Vegas) er en professionel amerikansk bokser. Han er tidligere IBF let-mellemvægts-verdensmester. Smith konkurrerede i første sæson af realityshowet The Contender (2005). 
Som en truende Kristen, har Smith mærket Psalm 27 på bagsiden af sine shorts og har en tatovering på sin hals. 

## Tidlige liv og uddannelse
Smith voksede op i Nevada med sin mor og søskende men kendte aldrig sin far. Som amatør konkurrerede Smith på nationale scene i årevis. I 1996 klarede han den til finalerne i det merikanske nationale mesterskab, og tabte en lige kamp på points til Hector Camacho Jr, og semifinalerne til de amerikanske olympiske prøver hvor han tabte til Zab Judah. I 1999, tabte han på point i endnu en tæt kamp i kvartfinalerne i det merikanske nationale mesterskab til Larry Mosley, der vandt turneringen 
Ishe tog en chance og sluttede sig til The Contender-realityshowt. Han var værelseskammerat med sin tidligere Alfonso Gomez. I programmet blev han placeret på West Coast-holdet og kæmpede mod sin rival danske Ahmed Kaddour i det tredje afsnits kamp. Smith vandt en enstemmig afgørelse mod Kaddour i en hård kamp. Smith kritiserede Anthony Bonsante for at bokse mod Brent Cooper, som han ikke mente var en passende modstander. 